# Incheon Hyundai Steel Red Angels
Incheon Hyundai Steel Red Angels (koreanisch 인천 현대제철 레드엔젤스) ist ein Fußballfranchise aus Incheon, Südkorea. Aktuell spielt das Franchise, das sich im Besitz des Stahlkonzerns Hyundai Steel befindet, in der WK-League, der höchsten Spielklasse des Frauenfußballs in Südkoreas. Der Franchise ist das älteste des Frauenfußballs in Südkorea. Sie gewannen bisher elf Meisterschaften in der WK-League.

## Geschichte
Das Franchise wurde im Dezember 1993 gegründet und spielt seit der Gründung der WK-League im Jahr 2008 in der Liga.
In der ersten Saison der WK-League erreichten sie den zweiten Platz, der sie zur Teilnahme an den Meisterschafts-Spielen berechtigte. Im Finale verloren sie damals gegen Icheon Daekyo WFC beide Spiele mit jeweils 0:1. In der darauffolgenden Saison belegten sie den ersten Platz und spielten in den Meisterschafts-Spielen gegen Suwon FMC WFC. Das Hinspiel gewannen sie mit 1:0, verloren aber im Rückspiel mit 0:2. 2011 erreichten sie wieder den 2. Platz. Diesmal trafen sie im Halbfinale auf den Titelverteidiger Suwon FMC und gewannen dies mit 2:1. Im Finale spielten sie gegen Icheon Daekyo. Das Hinspiel endete mit einem 2:2-Unentschieden, aber das Rückspiel gewann Icheon Daekyo mit 3:1 und wurde somit wieder Meister. 2012 fehlten ihnen nur drei Punkte, um Erster zu werden. Daher musste sie im Halbfinale gegen den Hwacheon KSPO WFC spielen, den sie mit 3:2 besiegten. Im Finale warteteder Vorjahresmeister Icheon Daekyo. Das Hinspiel gewann Incheon mit 1:0, aber sie verloren das Rückspiel wieder mit 1:3, weshalb sie erneut nur Vizemeister wurden. Die Saison 2013 wurde ihre bis dahin beste Saison. Sie erreichten den ersten Platz und erwarteten im Finale den Gewinner des Halbfinalspieles, Seoul WFC. Während das Hinspiel in Seoul 1:1 ausging, konnte Incheon im Rückspiel die Meisterschaft dank eines 3:1-Sieges gewinnen. Damit wurden sie nach vier Jahren Vizemeisterschaft zum ersten Mal Meister. 2014 konnten sie mit sieben Punkten Vorsprung auf den zweiten Platz die reguläre Saison beenden. Im Finale standen sie Icheon Daekyo gegenüber und wurden nach einem 1:0 in Icheon und einem 0:0 in Rückspiel zum zweiten Mal Meister. In der Saison 2015 wurden sie mit 18 Punkten Vorsprung wieder Erster und trafen im Finale wieder auf Icheon Daekyo. Das Hinspiel in Icheon ging 0:0 aus, das Rückspiel gewann Incheon im Elfmeterschießen. Somit wurden sie zum dritten Mal in Folge WK-League-Meister. Auch in den folgenden acht Jahren gewannen die Incheon Hyundai Steel Red Angels den südkoreanischen Meistertitel.

## Erfolge
- Meister der WK League: 2013, 2014, 2015, 2016, 2017, 2018, 2019, 2020, 2021, 2022, 2023

## Stadion
Ihre Heimspiele trägt die Mannschaft im Namdong-Rugby-Stadion aus.